# Melissa Bishop
Pour les articles homonymes, voir Bishop.
Melissa Bishop-Nriagu (née le 5 août 1988 à Eganville Ontario) est une athlète canadienne, spécialiste du 800 mètres.

## Biographie
Elle s'incline dès les séries lors des Jeux olympiques de 2012 et des championnats du monde de 2013. En 2013, elle remporte la médaille de bronze des Jeux de la Francophonie.
En juillet 2015, elle porte son record personnel à 1 min 59 s 52 à Lucerne, avant de remporter quelques jours plus tard la médaille d'or des Jeux panaméricains, à Toronto, en devançant notamment l'Américaine Alysia Johnson-Montaño.
Lors des championnats du monde 2015, à Pékin, elle établit un nouveau record du Canada en demi-finale en 1 min 57 s 52, puis remporte la médaille d'argent, juste derrière Maryna Arzamasava.
Début 2016, Melissa Bishop établit un record en salle avec un temps de 2 min 0 s 19
Le 15 juillet 2016, elle améliore son record en 1 min 57 s 43 à Edmonton. En août elle prend la quatrième place de la finale olympique et porte son record à 1 min 57 s 05.

## Vie privée
Le 1er février 2018, elle annonce être enceinte de son premier enfant. Le couple a accueilli la naissance de leur première fille en juillet 2018. Une deuxième fille est née en juillet 2022.

## Palmarès
| Date | Compétition             | Lieu             | Résultat | Épreuve   | Temps         |
| ---- | ----------------------- | ---------------- | -------- | --------- | ------------- |
| 2013 | Jeux de la Francophonie | Nice             | 3e       | 800 m     | 2 min 03 s 44 |
| 2013 | Jeux de la Francophonie | Nice             | 2e       | 4 x 400 m | 3 min 34 s 25 |
| 2015 | Jeux panaméricains      | Toronto          | 1re      | 800 m     | 1 min 59 s 62 |
| 2015 | Championnats du monde   | Pékin            | 2e       | 800 m     | 1 min 58 s 12 |
| 2016 | Jeux olympiques         | Rio de Janeiro   | 4e       | 800 m     | 1 min 57 s 02 |
| 2017 | Championnats du monde   | Londres          | 5e       | 800 m     | 1 min 57 s 68 |
| 2017 | Ligue de diamant        | Ligue de diamant | 7e       | 800 m     | 1 min 58 s 30 |

## Records
| Épreuve | Épreuve   | Performance        | Lieu      | Date            |
| ------- | --------- | ------------------ | --------- | --------------- |
| 800 m   | Plein air | 1 min 57 s 01 (NR) | Londres   | 21 juillet 2017 |
| 800 m   | En salle  | 2 min 0 s 19 (NIR) | Glasgow   | 20 février 2016 |
| 1 000 m | Plein air | 2 min 38 s 75      | Amsterdam | 22 août 2014    |
| 1 500 m | Plein air | 4 min 09 s 58      | Windsor   | 21 mai 2016     |